# Melva Lowe
Melva Lowe de Goodin (nacida en 1945) es una académica y escritora afropanameña, cuyo trabajo se ha centrado en resumir las contribuciones históricas del pueblo afrocaribeño de Panamá.

## Biografía
Lowe nació en 1945 en Red Tank, un pueblo en la Zona del Canal de Panamá. Fue la tercera de cinco hijos nacidos de una pareja de afropanameños de primera generación. Sus abuelos emigraron de Jamaica como trabajadores para construir el canal y vivían en la zona designada para inmigrantes de las Indias Occidentales. Poco después  su nacimiento, su familia se mudó al pueblo de La Boca. Alrededor de 1956, la familia se mudó a Paraíso, donde terminó su educación secundaria, antes de mudarse a los Estados Unidos para estudiar en el Connecticut College for Women. Después de obtener su licenciatura en 1968, completó una maestría en inglés en la Universidad de Wisconsin-Madison en 1970.

## Carrera profesional
Después de completar sus estudios de posgrado, comenzó a enseñar en la Universidad de Zambia en Lusaka. La universidad necesitaba maestros y ella creía que la experiencia le daría una idea de las luchas de los africanos. Después de enseñar en Zambia, regresó a Panamá y fue contratada como profesora de inglés y literatura en la Universidad de Panamá. En 1974, fue contratada para diseñar el curso de inglés como segundo idioma de la Universidad Estatal de Florida-Panamá y se desempeñó como coordinadora del programa durante más de veinte años, mientras enseñaba simultáneamente en la Universidad de Panamá.
Frustrada por la falta de inclusión en los textos de historia de la herencia africana en Panamá, se involucró en el naciente movimiento negro en el país junto con Gerardo Maloney, Alberto Smith, y Reina Torres de Araúz, entre otros. Organizaron una conferencia antropológica para discutir cómo podrían preservar las contribuciones de la diáspora africana en Panamá. En 1980, los activistas abrieron el Museo Afroantillano, pero a finales de año se dieron cuenta de que no tenían suficientes fondos para mantenerlo abierto. Al organizar ferias y eventos para crear conciencia sobre la historia negra entre la población negra, el grupo desarrolló una red. En 1981, fundó la Sociedad de Amigos del Museo Afroantillano de Panamá (SAMAAP) para recaudar fondos y preservar el patrimonio cultural y literario de los afropanameños. Además, la organización, formada según el modelo de la NAACP, crea conciencia sobre el racismo y apoya activamente el fin de la discriminación racial y las medidas para lograr la igualdad. Se convirtió en la presidenta inaugural y sirvió hasta 1984. Fue reelecta presidenta del SAMAAP en 1998 por un período de dos años.
En 1986, fundó la rama panameña de Profesores de Inglés para Hablantes de Otros Idiomas (TESOL) y se convirtió en su primera presidenta. En 1999, dejó la Universidad Estatal de Florida y fue nombrada Directora del Departamento de Inglés de la Universidad de Panamá al año siguiente, y ocupó ese cargo hasta 2006. Ha publicado dos libros de texto, así como una historia de los afropanameños, que se ha publicado tanto en inglés como en español, así como en una segunda edición en español, Afrodescendientes en el Istmo de Panamá 1501–2012 (People of ascendencia africana en Panamá, 1501–2012). La edición en inglés de su libro se publicó en el centenario de la construcción del Canal de Panamá. Evalúa las contribuciones históricas de los ciudadanos negros de Panamá y cómo la mezcla cultural entre españoles, africanos e indígenas ha llevado a una herencia más rica, que incluye el desarrollo del país, así como tradiciones folclóricas y gastronómicas.

## Trabajos seleccionados
- Practical Lessons in Business English 1. Ciudad de Panamá, Panamá: Editorial Geminis. 1999. ISBN 978-9962-806-52-3.[4][8]
- Practical Lessons in Business English 2. Ciudad de Panamá, Panamá: Editorial Geminis. 1999. ISBN 978-9962-806-53-0.[4][9]
- De Barbados a Panamá—From Barbados to Panama (1 edición). Ciudad de Panamá, Panamá: Editora Géminis. 1999. ISBN 978-9962-806-54-7.
- Afrodescendientes en el Istmo de Panamá 1501-2012 (1 edición). Ciudad de Panamá, Panamá: Sociedad de Amigos del Museo Afroantillano de Panamá (SAMAAP). 2012. ISBN 978-9-962-05260-9. Revised 2nd edition issued by Editora Siabuste, 2016.
- People of African ancestry in Panama, 1501-2012. Ciudad de Panamá, Panamá: Editora Sibuaste. 2014. ISBN 978-9-962-05727-7.